# Eva Margaretha Frölich
Eva Margaretha Frölich (* um 1650 in Mecklenburg; † 1692 in Stockholm) sah sich selbst als „tausendjährige Prophetin“ innerhalb des Chiliasmus und verfasste Schriften in deutscher und holländischer Sprache.

## Leben
Über Eva Margaretha Frölichs ersten Lebensjahre ist kaum etwas überliefert. Vermutlich wurde sie in Mecklenburg geboren als Tochter von Elisabeth und Hans Christoffer Frölich. Ihr genaues Geburtsdatum ist nicht bekannt. Die protestantische adelige Familie stammte aus der Steiermark. Eva Margaretha Frölichs Vater kämpfte während des Dreißigjährigen Krieges als Oberst für das Schwedische Militär, weswegen die Familie nach Schweden zog. Auch der Bruder, Carl Gustav Frölich, erhielt dort einen hohen Rang im Militär. Eva Margaretha Frölich heiratete in Schweden einen Offizier, Henning Neumeijer, und zog mit ihm nach Riga, wo sie in den 1670er Jahren zusammen im Flachshandel tätig waren. Riga war damals nebst Stockholm die wirtschaftlich wichtigste Stadt im Schwedischen Reich.
In Riga lernte sie den Goldschmied Berend Dörchmann kennen, einen radikalen Pietisten, der sie von seinen religiösen Ansichten überzeugte. Frölich verließ 1683 ihren Ehemann und widmete sich dem Chiliasmus. Im Herbst desselben Jahres schrieb sie mehrere Briefe an den schwedischen König, Karl XI., erbat erfolgreich eine Audienz und reiste nach Stockholm, wo sie von ihm empfangen wurde. Dörchmann und Frölich hatten die Mission, den schwedischen König dazu zu überreden, Heiden auszurotten, das Volk Israel von seiner Gefangenschaft zu befreien, Jerusalem neu zu erbauen und die Juden zum Christentum zu bekehren. Frölich verstand sich selbst als chiliastische Schwärmerin und Prophetin des Tausendjährigen Reichs.
Der schwedische König ließ sich nicht von ihr beeindrucken und forderte, dass Frölich zur Befragung vor das kirchliche Konsistorium geladen wurde. Da sie weiterhin daran festhielt, eine Prophetin zu sein, und somit als stark antiklerikal angesehen wurde, erlegte ihr das Konsistorium Hausarrest auf, mit dem Ziel, sie umzustimmen. Angeblich gelang dies 1684, worauf Frölich freigelassen wurde. Sobald sie sich in Schweden wieder uneingeschränkt bewegen konnte, betrieb sie jedoch wieder Propaganda mit ihren theologischen und politischen Vorstellungen, was im Herbst desselben Jahres wiederum zu ihrer Verhaftung führte. Beim Prozess waren lebenslange Haft und sogar die Todesstrafe Teil der Verhandlungen; das finale Urteil lautete aber Exil. Eva Margaretha Frölichs Schriften wurden im Dezember 1684 öffentlich verbrannt und 1685 wurde sie selbst aus Schweden ausgewiesen.
Ihre Reisen führten sie nach Lübeck, Dresden, Eisleben und Hamburg, wo sie aber ebenfalls Probleme mit der jeweiligen kirchlichen Obrigkeit bekam. Unter anderem wollte sie den Kurfürsten von Sachsen, Johann Georg III., davon überzeugen, sich den Schweden anzuschließen auf dem Weg nach Jerusalem. Bei dieser Gelegenheit äußerte sie sich auch noch zu seinen schlechten sexuellen Sitten. Als Folge wurde Frölich aus Sachsen verbannt. 1686 bis 1692 hielt sie sich in Amsterdam auf, das als europäisches Zentrum für radikale christliche Strömungen fungierte. Sie veröffentlichte dort zahlreiche Schriften auf Deutsch und Holländisch. Ihre Inszenierung als Prophetin führte so weit, dass sie bei ihrem Haus in Amsterdam ein Schild aufgehängt habe mit der Aufschrift „Hier wohnet eine tausendjährige Prophetin / Welche heisset Eva Margaretha Frölichin“.
Trotz ihrer Ausweisung aus Schweden ging Frölich 1692 zurück nach Stockholm, wo sie kurz nach ihrer Ankunft verhaftet wurde. Noch während der neue Prozess gegen sie geplant wurde, starb sie jedoch (vermutlich im September) 1692 im Zuchthaus.
Nach ihrem Tod wurden fast alle ihre Bücher, die sie für die Distribution in Schweden mitgebracht hatte, zerstört. Die wenigen erhaltenen Exemplare ihrer gedruckten Werke und auch einige handschriftliche Archivalien sind heute hauptsächlich in schwedischen Bibliotheken zu finden.

## Werke
Eva Margaretha Frölichs Werk umfasst hauptsächlich biblische Exegesen, Lieder, Flugblätter und Prophezeiungen vom Tausendjährigen Reich nach der Offenbarung des Johannes. Ihre heute noch erhaltenen Werke erschienen 1680–1691 in Amsterdam und wurden in der zeitgenössischen Rezeption als „Affenwerck“ bezeichnet.
Ihre Traktate verfasste Frölich in deutscher und niederländischer Sprache. Für das erste Buch suchte sie sich einen Verleger, danach erschienen ihre Werke als Selbstpublikationen. Dass während des Dreißigjährigen Krieges eine Frau eigene Werke veröffentlichen konnte, war eher eine Seltenheit. Frölich profitierte davon, dass es zu dieser Zeit keine Zensur in den Niederlanden gab. Sie positionierte sich in ihren Schriften gegen die lutherische Orthodoxie und äußerte sich in der Sammlung Sechs Lieder auf die gottlosen Consistorial-Priester zu Stockholm (Amsterdam 1686) mit Lieddichtungen gegen das schwedische Konsistorium, das sie zuerst läutern wollte und nach dem gescheiterten Versuch Frölich ins Exil schickte. Für diese sechs Lieder hatte Frölich nur Texte verfasst, denn in ihrem Vorwort zu dieser Sammlung schrieb sie selbst, dass sie keine Notenschrift beherrschte: „Und weil ich die Melodeyen nicht kan dabey schreiben/ so kan ein jeder sie singen wie er kan.“
In den meisten Schriften Frölichs findet sich eine Vorrede, die teils handschriftlich, teils mit Lettern abgedruckt an die „christlichen lieben Leser und Leserinnen“ gerichtet sind. Frölich war ihr Sendungsbewusstseins offensichtlich wichtig, denn sie signierte alle ihre Publikationen handschriftlich mit ihrem Namenszug. Diese Unterschrift sollte einerseits bewirken, dass das Geschriebene als echte Eingebung betont wurde, andererseits diente sie auch als Werkzeug gegen allfällige Fälschungen, „damit in meinen Nahm nichts falsches wird gedruckt“.
Ihrem eigenen Namen schrieb Frölich eine so wichtige Bedeutung zu, dass sie ihn in einer Selbstexegese in Mein und des Goldschmitz Berend Dorchmans Predigt Ampt (Amsterdam 1686) analysierte, wobei sie sich selbst in Anlehnung an die Genesis als eine zweite Eva verstand und der Nachname Frölich zugleich auch ihr eigenes Gemüt beschreiben soll. Doch nicht nur Eva Margaretha Frölichs Name sei ein prophetisches Zeichen gewesen. Auch der schwedische König, „Carel der XI.“, sei als Herrscher in der fünften Monarchie des Tausendjährigen Reichs vorbestimmt gewesen. Frölich begründete dies in ihren Schriften mehrmals emblematisch mit einem Tannenzweig, der so gewachsen war, dass er ein Spiegelmonogramm in Form des Buchstabens C bildete und druckte sogar eine Skizze davon auf dem Flugblatt König Carel der XI. In Schweden/ ist von Gott erwehlet/ daß er soll werden/ ein König über die gantze Christenheit auf Erden (Amsterdam 1686) ab.
Zur Eingebung Dörchmanns und Frölichs schrieb sie ausführlich im Evangelium vom dausendjährigen Reiche Christi (Amsterdam 1687) und legte die sieben Gemeinden in der Apokalypse im Jahr 1687 aus: So sollen die Franzosen 1691 in Stockholm einmarschieren, im Jahr darauf soll aber unter Christi Heerführerschaft bereits das Tausendjährige Reich beginnen. Dies alles sei möglich, weil Karl XI., König Christian von Dänemark und die Herzöge von Sachsen und Lüneburg sich zusammen finden würden, um das Papsttum zu beenden und die neue fünfte Monarchie beginnen zu lassen.

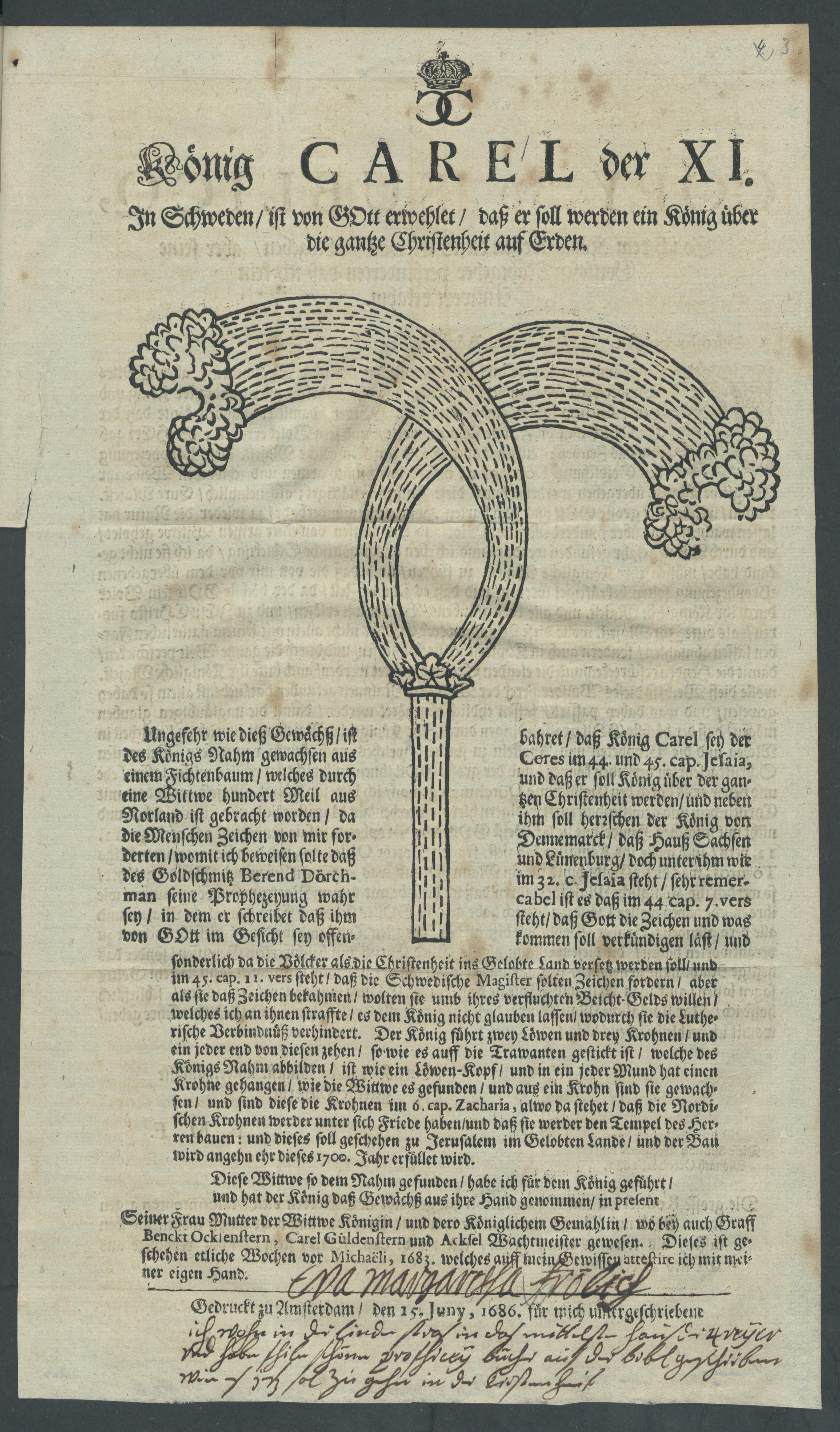
Flugblatt von Eva Margaretha Frölich mit ihrer Unterschrift und handschriftlichem Kommentar, gedruckt am 15. Juni 1686 in Amsterdam

### Auswahl Schriften auf Deutsch
- Diese nachfolgende Lider Gemacht auff die Gottlosen Cosistor-Priester in Stockholm. Die mich verfolgten üm ihres verfluchten Beichtgeldes willen/ welches der liebe König ihn kurtz nach der Zeit/ daß ich auß dem Reich bin/ abgeschafft hat. Amsterdam 1686.
- Eine warhaftige Propheceyung/ und außlegung über 2. Pet. Cap. 3. Wegen der neuen Himmel und der neuen Erden; nach der Gnade so Gott mihr gegeben/ und gehört alles auff das Reich Christi so auff Erden sol eingericht werden. Durch König Carel, den XI. in Schweden. Förster, Amsterdam 1686.
- König Carel der XI. In Schweden/ ist von Gott erwehlet/ daß er soll werden/ ein König über die gantze Christenheit auf Erden. (Flugblatt) Amsterdam 1686.
- Mein und des Goldschmitz Berend Dorchmans Predigt Ampt/ wegen das Evangelium, vom Reiche Christi aus der Bibel bewiesen. Amsterdam 1686.
- Evangelium vom dausendjährigen Reiche Christi ... weil nun die Christenheit sol verstört werden/ das Pabsthum untergehen/ Jerusalem gebaut werden/ und die Juden zum Christlichen Glauben bekehrt/ und ein Hirt eine Heerde in der Christenheit auff Erden ein Glaub sol werden. Und dieses wird geschehen zu der Zeit wan Christus, Carel und Christian Werden zusammen gehn. ... Amsterdam 1687.
- Auslegung über die sieben Gemeine in der Offenbarung Johannis. ... Amsterdam 1691.

### Auswahl Schriften auf Holländisch
- Eene waerachtige Prophezeyung uyt de Heylige Bibel ... van de grote Comet. Amsterdam 1686.

- Myn en Berend Dorchmanns, Goldschmedes/ Predigampt wegen des Evangelii vom Riike Christi uyt de Bibel beweesen. (Holländische Fassung von „Mein und des Goldschmitz Berend Dorchmans Predigt Ampt“) Amsterdam 1686
- Wegen der Jöden ... dat de Namen ... der Uytverkoonen geenen Christen angaet tot de Saligheyd. ... Amsterdam 1686.

- Lied op de Luyterse Predik J. Colerus. Amsterdam 1687.
- Wedderlegging van Jac. Böhmens Duyvelsbooken. Amsterdam 1687.
- Wegen der Jöden haere Gnadenverkeising een Bweiß uyt de Bibel oudes nieuwes Testament. Amsterdam 1687.
- Een warachtige Uytlegging uyt de Luyterse Bibel. Amsterdam 1688.
- Evangelium van 't Huys Jesu. ... Amsterdam 1688.
- Uytlegging over de Openbaring Johannis. Amsterdam 1688.
- Het Book van 't kort Verhael wegen der Luyterse Predikanten. Amsterdam 1691.

### Deutschsprachige Forschungsliteratur
- Jean M. Woods, Maria Fürstenwald: Schriftstellerinnen, Künstlerinnen und gelehrte Frauen des deutschen Barock. Ein Lexikon. Metzler, Stuttgart 1984, ISBN 3-476-00551-8, S. 32–33 (eingeschränkte Vorschau in der Google-Buchsuche).
- Amaranthes (=Gottlieb Siegmund Corvinus): Nutzbares, Galantes und curiöses Frauenzimmer-Lexicon. Gleditsch, Leipzig 1739, S. 509–511 (digitale-sammlungen.de).
- Bo Andersson: Die Autorität der Prophetin: Eva Margaretha Frölich und der theologische Diskurs. In: Pietismus und Neuzeit. Nr. 17, 1991, S. 9–35 (eingeschränkte Vorschau in der Google-Buchsuche).
- Bo Andersson: Die fröliche Botschaft einer tausendjährigen Prophetin: Einige ideengeschichtliche und rhetorische Bemerkungen zu Eva Margaretha Frölichs Traktat Eine Wahrhaftige PROPHECEYUNG / Und außlegung über 2 Pet. Cap. 3 (1686) (= Schriften des deutschen Instituts der Universität Stockholm. Band 20). Stockholm 1990.
- Bo Andersson: Eva Margaretha Frölich und ihre Schriften: Ein aufgefundener Sammelband. In: Wolfenbütteler Barock-Nachrichten. Nr. 14, 1987, S. 71–76.
- Bo Andersson: Jacob Bemens Duyvels Boeken: Eva Margaretha Frölichs Auseinandersetzung mit Jacob Böhme. In: Jan Garewicz, Alois Maria Haas (Hrsg.): Gott, Natur und Mensch in der Sicht Jacob Böhmes und seiner Rezeption (= Wolfenbütteler Arbeiten zur Barockforschung. Band 24). Harrassowitz, Wiesbaden 1994, S. 223–244.
- Ehregott Daniel Colberg: Das Platonisch-Hermetisches Christenthum. Begreiffend Die Historische Erzehlung vom Ursprung und vielerley Secten der heutigen Fanatischen Theologie, unterm Namen der Paracelsisten, Weigelianer, Rosencreutzer, Quäcker, Böhmisten, Wiedertäuffer, Bourignisten, Labadisten und Quieristen. Band 1. Weidmann, Frankfurt / Leipzig 1690, S. 261 (digitale-sammlungen.de).
- Johann Heinrich Feustking: Gynaeceum Haeretico Fanaticum/ Oder Historie und Beschreibung Der falschen Prophetinnen/ Quäckerinnen/ Schwärmerinnen/ und andern sectirischen und begeisterten Weibes-Personen. Zimmermann, Frankfurt / Leipzig 1704, S. 299–304 (digitale-sammlungen.de).
- Friederich Konrad Gadebusch: Livländische Bibliothek nach alphabetischer Ordnung. Erster Theil. Hartknoch, Riga 1777, S. 371–375 (archive.org).
- Johannes Kirschfeldt: Eva Margaretha Frölich: Ein Beitrag zur Kirchengeschichte des 17. Jahrhunderts. In: Theologische Studien und Kritiken. Nr. 101, 1929, S. 205–232.
- Gustav Klemm: Die Frauen: Culturgeschichtliche Schilderungen des Zustandes und Einflusses der Frauen in den verschiedenen Zonen und Zeitaltern. Band 4. Arnold, Dresden 1859, S. 286–287 (digitale-sammlungen.de).
- Linda Maria Koldau: FRAUEN – MUSIK – KULTUR. Ein Handbuch zum deutschen Sprachgebiet der Frühen Neuzeit. Böhlau, Köln / Weimar / Wien 2005, ISBN 3-412-24505-4, S. 408–409.
- Johann Friedrich v. Recke, Karl Eduard Napiersky: Allgemeines Schriftsteller- und Gelehrten-Lexikon der Provinzen Livland, Esthland und Kurland. Band 1 A–F. Steffenhagen, Mitau 1827, S. 617–618 (digitale-sammlungen.de).
- Lotte Traeger: Das Frauenschrifttum in Deutschland von 1500 bis 1650. Prag 1943.
- Paul Wiegler: Geschichte der deutschen Literatur. Band 1. Ullstein, Berlin 1930, S. 153, doi:10.24448/ethz-261 (ethz.ch).
- Johann Heinrich Zedler: Großes Vollständiges Universal-Lexikon aller Wissenschaften und Künste. Band 9. Zedler, Halle 1735, Sp. 2152 (zedler-lexikon.de).

### Forschungsliteratur in weiteren Sprachen
- Bo Andersson: Eva Margaretha Frölich: Nationell es-katalogi och profetisk auktoritet. In: Kyrkohistorisk årsskrift. Band 91, 1991, S. 57–81 (schwedisch).
- Bo Andersson: Female Writing in Manuscript and Print: Two German Examples from the Cultural and Political Context of Late Seventeenth-Century Sweden—Maria Aurora von Königsmarck (1662–1728) and Eva Margaretha Frölich (?–1692). In: Studia Neophilologica. Band 86, 2014, S. 9–28, doi:10.1080/00393274.2013.822742 (englisch).
- Bo Andersson: Order in Insanity: Eva Margaretha Frölich (d. 1692) and her National Swedish Eschatology. In: Albrecht Classen (Hrsg.): Mental Health, Spirituality, and Religion in the Middle Ages and Early Modern Age (= Albrecht Classen und Marilyn Sandidge [Hrsg.]: Fundamentals of Medieval and Early Modern Culture. Band 15). De Gruyter, Berlin / Boston 2014, ISBN 978-3-11-036087-5, S. 579–592 (englisch).
- Bo Andersson: The German-Swedish Prophetess Eva Margaretha Frölich († 1692) and Her National Eschatology. In: Lutheran Quarterly. Band 6, 1992, S. 175–186 (englisch).
- Pentti Laasonen: Spiritualistiset traktaatit kolmen vuosisadan takaa. In: Album amicorum: kirja- ja kulttuurihistoriallisia tutkielmia Eeva Mäkelä-Henrikssonille 29.7.1986 (= Helsingin yliopiston kirjaston julkaisuja. Band 50). Helsingin yliopiston kirjasto, Helsinki 1986, S. 112–117 (finnisch).

### Digitalisate
- Eva Margaretha Frölich: Diese nachfolgende Lider Gemacht auff die Gottlosen Cosistor-Priester in Stockholm. Die mich verfolgten üm ihres verfluchten Beichtgeldes willen/ welches der liebe König ihn kurtz nach der Zeit/ daß ich auß dem Reich bin/ abgeschafft hat. Amsterdam 1686 (slub-dresden.de).
- Eva Margaretha Frölich: Eine warhaftige Propheceyung/ und außlegung über 2. Pet. Cap. 3. Wegen der neuen Himmel und der neuen Erden; nach der Gnade so Gott mihr gegeben/ und gehört alles auff das Reich Christi so auff Erden sol eingericht werden. Durch König Carel, den XI. in Schweden. Förster, Amsterdam 1686 (slub-dresden.de).
- Eva Margaretha Frölich: König Carel der XI. In Schweden/ ist von Gott erwehlet/ daß er soll werden/ ein König über die gantze Christenheit auf Erden. Amsterdam 1686 (slub-dresden.de).
- Eva Margaretha Frölich: Evangelium vom dausendjährigen Reiche Christi ... weil nun die Christenheit sol verstört werden/ das Pabsthum untergehen/ Jerusalem gebaut werden/ und die Juden zum Christlichen Glauben bekehrt/ und ein Hirt eine Heerde in der Christenheit auff Erden ein Glaub sol werden. Und dieses wird geschehen zu der Zeit wan Christus, Carel und Christian Werden zusammen gehn. Amsterdam 1687 (slub-dresden.de).